# Lijst van afleveringen van Magnum P.I.
Dit is een lijst met afleveringen van de Amerikaanse televisieserie Magnum, P.I.. De serie telt 8 seizoenen. Een overzicht van alle afleveringen is hieronder te vinden.

## Seizoen 1
| #  | Titel Aflevering                               | Uitzenddatum VS  |
| -- | ---------------------------------------------- | ---------------- |
| 1  | Don't Eat the Snow in Hawaii                   | 11 december 1980 |
| 2  | China Doll                                     | 18 december 1980 |
| 3  | Thank Heaven for Little Girls and Big Ones Too | 25 december 1980 |
| 4  | No Need to Know                                | 8 januari 1981   |
| 5  | Skin Deep                                      | 15 januari 1981  |
| 6  | Never Again...Never Again                      | 22 januari 1981  |
| 7  | The Ugliest Dog in Hawaii                      | 29 januari 1981  |
| 8  | Missing in Action                              | 5 februari 1981  |
| 9  | Lest We Forget                                 | 12 februari 1981 |
| 10 | The Curse of the King Kamehameha Club          | 19 februari 1981 |
| 11 | Thicker Than Blood                             | 26 februari 1981 |
| 12 | All Roads Lead to Floyd                        | 12 maart 1981    |
| 13 | Adelaide                                       | 19 maart 1981    |
| 14 | Don't Say Goodbye                              | 26 maart 1981    |
| 15 | The Black Orchid                               | 2 april 1981     |
| 16 | J. 'Digger' Doyle                              | 9 april 1981     |
| 17 | Beauty Knows No Pain                           | 16 april 1981    |

## Seizoen 2
| #  | Titel Aflevering              | Uitzenddatum VS  |
| -- | ----------------------------- | ---------------- |
| 1  | Billy Joe Bob                 | 8 oktober 1981   |
| 2  | Dead Man's Channel            | 15 oktober 1981  |
| 3  | The Woman on the Beach        | 22 oktober 1981  |
| 4  | From Moscow to Maui           | 29 oktober 1981  |
| 5  | Memories Are Forever          | 5 november 1981  |
| 6  | Tropical Madness              | 12 november 1981 |
| 7  | Wave Goodbye                  | 19 november 1981 |
| 8  | Mad Buck Gibson               | 26 november 1981 |
| 9  | The Taking of Dick McWilliams | 3 december 1981  |
| 10 | The Sixth Position            | 17 december 1981 |
| 11 | Ghost Writer                  | 24 december 1981 |
| 12 | The Jororo Kill               | 7 januari 1982   |
| 13 | Computer Date                 | 14 januari 1982  |
| 14 | Try to Remember               | 28 januari 1982  |
| 15 | Italian Ice                   | 4 februari 1982  |
| 16 | One More Summer               | 11 februari 1982 |
| 17 | Texas Lightning               | 18 februari 1982 |
| 18 | Double Jeopardy               | 25 februari 1982 |
| 19 | The Last Page                 | 4 maart 1982     |
| 20 | The Elmo Ziller Story         | 25 maart 1982    |
| 21 | Three Minus Two               | 1 april 1982     |

## Seizoen 3
| #  | Titel Aflevering               | Uitzenddatum VS   |
| -- | ------------------------------ | ----------------- |
| 1  | Did You See the Sun Rise?      | 30 september 1982 |
| 2  | Ki'i's Don't Lie               | 7 oktober 1982    |
| 3  | The Eighth Part of the Village | 14 oktober 1982   |
| 4  | Past Tense                     | 21 oktober 1982   |
| 5  | Black on White                 | 28 oktober 1982   |
| 6  | Flashback                      | 4 november 1982   |
| 7  | Foiled Again                   | 11 november 1982  |
| 8  | Mr. White Death                | 18 november 1982  |
| 9  | Mixed Doubles                  | 2 december 1982   |
| 10 | Almost Home                    | 9 december 1982   |
| 11 | Heal Thyself                   | 16 december 1982  |
| 12 | Of Sound Mind                  | 6 januari 1983    |
| 13 | The Arrow That Is Not Aimed    | 27 januari 1983   |
| 14 | Basket Case                    | 3 februari 1983   |
| 15 | Birdman of Budapest            | 10 februari 1983  |
| 16 | I Do?                          | 17 februari 1983  |
| 17 | Forty Years from Sand Island   | 24 februari 1983  |
| 18 | Legacy from a Friend           | 10 maart 1983     |
| 19 | Two Birds of a Feather         | 17 maart 1983     |
| 20 | ...By Its Cover                | 31 maart 1983     |
| 21 | The Big Blow                   | 7 april 1983      |
| 22 | Faith and Begorrah             | 28 april 1983     |

## Seizoen 4
| #  | Titel Aflevering                   | Uitzenddatum VS   |
| -- | ---------------------------------- | ----------------- |
| 1  | Home from the Sea                  | 29 september 1983 |
| 2  | Luther Gillis: File #521           | 6 oktober 1983    |
| 3  | Smaller Than Life                  | 13 oktober 1983   |
| 4  | Distant Relative                   | 20 oktober 1983   |
| 5  | Limited Engagement                 | 3 november 1983   |
| 6  | Letter to a Duchess                | 10 november 1983  |
| 7  | Squeeze Play                       | 17 november 1983  |
| 8  | A Sense of Debt                    | 1 december 1983   |
| 9  | The Look                           | 8 december 1983   |
| 10 | Operation: Silent Night            | 15 december 1983  |
| 11 | Jororo Farewell                    | 5 januari 1984    |
| 12 | The Case of the Red-Faced Thespian | 19 januari 1984   |
| 13 | No More Mr. Nice Guy               | 26 januari 1984   |
| 14 | Rembrandt's Girl                   | 2 februari 1984   |
| 15 | Paradise Blues                     | 9 februari 1984   |
| 16 | The Return of Luther Gillis        | 16 februari 1984  |
| 17 | Let the Punishment Fit the Crime   | 23 februari 1984  |
| 18 | Holmes Is Where the Heart Is       | 8 maart 1984      |
| 19 | On Face Value                      | 15 maart 1984     |
| 20 | Dream a Little Dream               | 29 maart 1984     |
| 21 | I Witness                          | 3 mei 1984        |

## Seizoen 5
| #  | Titel Aflevering              | Uitzenddatum VS   |
| -- | ----------------------------- | ----------------- |
| 1  | Echoes of the Mind: Part 1    | 27 september 1984 |
| 2  | Echoes of the Mind: Part 2    | 4 oktober 1984    |
| 3  | Mac's Back                    | 11 oktober 1984   |
| 4  | The Legacy of Garwood Huddle  | 18 oktober 1984   |
| 5  | Under World                   | 25 oktober 1984   |
| 6  | Fragments                     | 1 november 1984   |
| 7  | Blind Justice                 | 8 november 1984   |
| 8  | Murder 101                    | 15 november 1984  |
| 9  | Tran Quoc Jones               | 29 november 1984  |
| 10 | Luther Gillis: File #001      | 6 december 1984   |
| 11 | Kiss of the Sabre             | 13 december 1984  |
| 12 | Little Games                  | 3 januari 1985    |
| 13 | Professor Jonathan Higgins    | 10 januari 1985   |
| 14 | Compulsion                    | 24 januari 1985   |
| 15 | All for One: Part 1           | 31 januari 1985   |
| 16 | All for One: Part 2           | 7 februari 1985   |
| 17 | The Love-for-Sale Boat        | 14 februari 1985  |
| 18 | Let Me Hear the Music         | 21 februari 1985  |
| 19 | Ms. Jones                     | 7 maart 1985      |
| 20 | The Man from Marseilles       | 14 maart 1985     |
| 21 | Torah, Torah, Torah           | 28 maart 1985     |
| 22 | A Pretty Good Dancing Chicken | 4 april 1985      |

## Seizoen 6
| #  | Titel Aflevering                                                           | Uitzenddatum VS   |
| -- | -------------------------------------------------------------------------- | ----------------- |
| 1  | Deja Vu                                                                    | 26 september 1985 |
| 2  | Old Acquaintance                                                           | 3 oktober 1985    |
| 3  | The Kona Winds                                                             | 10 oktober 1985   |
| 4  | The Hotel Dick                                                             | 17 oktober 1985   |
| 5  | Round and Around                                                           | 24 oktober 1985   |
| 6  | Going Home                                                                 | 31 oktober 1985   |
| 7  | Paniolo                                                                    | 7 november 1985   |
| 8  | The Treasure of Kalaniopu'u                                                | 11 november 1985  |
| 9  | Blood and Honor                                                            | 5 december 1985   |
| 10 | Rapture                                                                    | 12 december 1985  |
| 11 | I Never Wanted to Go to France, Anyway                                     | 2 januari 1986    |
| 12 | Summer School                                                              | 9 januari 1986    |
| 13 | Mad Dogs and Englishmen                                                    | 23 januari 1986   |
| 14 | All Thieves on Deck                                                        | 30 november 1986  |
| 15 | This Island Isn't Big Enough....                                           | 13 februari 1986  |
| 16 | Way of the Stalking Horse                                                  | 20 februari 1986  |
| 17 | Find Me a Rainbow                                                          | 13 maart 1986     |
| 18 | Who Is Don Luis Higgins...and Why Is He Doing These Terrible Things to Me? | 20 maart 1986     |
| 19 | A Little Bit of Luck...A Little Bit of Grief                               | 3 april 1986      |
| 20 | Photo Play                                                                 | 10 april 1986     |

## Seizoen 7
| #  | Titel Aflevering              | Uitzenddatum VS  |
| -- | ----------------------------- | ---------------- |
| 1  | L.A.                          | 1 oktober 1986   |
| 2  | One Picture Is Worth          | 8 oktober 1986   |
| 3  | Straight and Narrow           | 15 oktober 1986  |
| 4  | A.A.P.I.                      | 22 oktober 1986  |
| 5  | Death and Taxes               | 29 oktober 1986  |
| 6  | Little Girl Who               | 5 november 1986  |
| 7  | Paper War                     | 12 november 1986 |
| 8  | Novel Connection              | 19 november 1986 |
| 9  | Kapu                          | 26 november 1986 |
| 10 | Missing Melody                | 3 december 1986  |
| 11 | Death of the Flowers          | 10 december 1986 |
| 12 | Autumn Warrior                | 17 december 1986 |
| 13 | Murder by Night               | 14 januari 1987  |
| 14 | On the Fly                    | 21 januari 1987  |
| 15 | Solo Flight                   | 4 februari 1987  |
| 16 | Forty                         | 11 februari 1987 |
| 17 | Laura                         | 25 februari 1987 |
| 18 | Out of Synch                  | 11 maart 1987    |
| 19 | The Aunt Who Came to Dinner   | 18 maart 1987    |
| 20 | The People vs. Orville Wright | 1 april 1987     |
| 21 | Limbo                         | 15 april 1987    |

## Seizoen 8
| #  | Titel Aflevering                     | Uitzenddatum VS  |
| -- | ------------------------------------ | ---------------- |
| 1  | Infinity and Jelly Doughnuts         | 7 oktober 1987   |
| 2  | Pleasure Principle                   | 14 oktober 1987  |
| 3  | Innocence... A Broad                 | 28 oktober 1987  |
| 4  | Tigers Fan                           | 4 november 1987  |
| 5  | Forever in Time                      | 11 november 1987 |
| 6  | The Love that Lies                   | 18 november 1987 |
| 7  | A Girl Named Sue                     | 13 januari 1988  |
| 8  | Unfinished Business                  | 20 januari 1988  |
| 9  | The Great Hawaiian Adventure Company | 27 januari 1988  |
| 10 | Legend of the Lost Art               | 10 februari 1988 |
| 11 | Transitions                          | 17 februari 1988 |
| 12 | Resolutions                          | 1 mei 1988       |